# ادواردو باهیا
ادواردو باهیا (انگلیسی: Eduardo Bhatia؛ زادهٔ ۱۶ مهٔ ۱۹۶۴) سیاست‌مدار اهل ایالات متحده آمریکا است.
وی همچنین برندهٔ جوایزی همچون برنامه فولبرایت شده‌است.